# Bunyip
 (août 2017).
Si vous disposez d'ouvrages ou d'articles de référence ou si vous connaissez des sites web de qualité traitant du thème abordé ici, merci de compléter l'article en donnant les références utiles à sa vérifiabilité et en les liant à la section « Notes et références ».
Le bunyip (l'étymologie du mot reste obscure, mais pourrait signifier « diable ») est une créature mythique de la mythologie aborigène de l'est de l'Australie. Depuis le XIXe siècle, certains explorateurs et plus tard des cryptozoologues penseront que les mythes sur le bunyip pourraient cacher un animal réel, ce qui n'a jamais été concrètement prouvé.

## Caractéristiques
Les descriptions de bunyips varient fortement. Les traits communs dans les peintures aborigènes incluent une queue de cheval, des nageoires, et des défenses de morse. Beaucoup des témoins décrivent le bunyip comme un animal semblable à un chien ou un phoque. Selon la légende, ils se cacheraient dans les marais, les billabongs, les lits des rivières, et les trous d'eau. La nuit, on peut entendre leurs cris effrayants quand ils dévorent quelque animal ou quelque humain qui se serait aventuré près de leur demeure. Leur proie favorite est la femme. Ils apportent aussi des maladies.

## Mythe ou réalité?

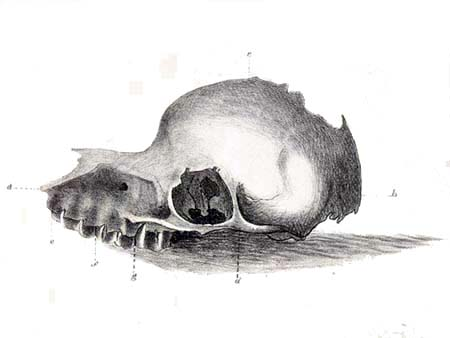
Crâne attribué au bunyip, 1847.

Au début de la colonisation britannique de l'Australie, l'idée que le bunyip soit un animal inconnu encore à découvrir était commune, l'Australie étant alors peu explorée et peuplée d'animaux inconnus. Les premiers colons, peu familiarisés avec les sons et apparences des animaux particuliers de cette île continent, considéraient le bunyip comme un animal bizarre de plus, et lui attribuaient parfois les cris inhabituels qu'ils entendaient. En 1846, la découverte d'un étrange crâne dans une région isolée sur les rives de la rivière Murrumbidgee, sembla fournir une preuve tangible de l'existence du bunyip. Ce crâne fût envoyé à Londres puis examiné par la suite par les célèbres naturalistes Richard Owen et Macleay, qui parvinrent à des conclusions contradictoires après examen : le premier affirma que le crâne serait celui d'un veau déformé, le second conclura qu'il s'agirait d'un crâne de poulain déformé. L'ossement sera par la suite perdu,.
L'explorateur Hamilton Hume, affirmera avoir vu la créature qui lui aurait rappelé « un lamantin ou un hippopotame ».

À mesure que l'exploration de l'Australie progressait, le bunyip fut de plus en plus considéré comme un animal mythique. L'expression « Pourquoi chercher le bunyip ? » apparut à la suite des tentatives répétées d'aventuriers australiens qui voulaient capturer ou voir le bunyip, la phrase indiquant que l'action proposée ne serait pas fructueuse, voire impossible.

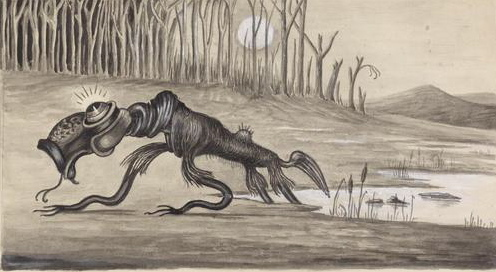
Représentation d'un bunyip, 1935

## Explications
Bien qu'aucune preuve tangible de l'existence de ces animaux n'ait été trouvée, il a été suggéré que les histoires de bunyips pourraient être des souvenirs aborigènes du diprotodon, qui s'éteignit il y a environ 50 000 ans. Le cryptozoologue belge Bernard Heuvelmans suggéra que les mythes sur le bunyip auraient pu être inspirés par des diprotodons survivants toujours dans certains marais ou dans des oasis reculées, ce qu'il jugeait possible, l'Australie étant un pays vaste et peu peuplé. Cependant, le bunyip est décrit par beaucoup de témoins comme un animal semblable à un phoque ou un chien, ce qui ne correspond pas avec le diprotodon.
Selon certains chercheurs, les récits sur le bunyip pourraient désigner en réalité des phoques ou des lions de mer qui remontent parfois les fleuves. En 1870, un bunyip aurait été tué dans la rivière Shoalhaven: la presse l’aurait identifié comme un « léopard de mer ». Un ornithorynque fut retrouvé dans son ventre, ce qui indique que l'animal était en assez bonne santé pour se nourrir. Un phoque fut tué à Conargo, en Nouvelle-Galles du Sud, à 1450 km de la mer. Les cris de l'opossum, du koala, voire de la Ninoxe aboyeuse auraient également pu être confondus avec ceux du bunyip, la plupart des gens étant très surpris de découvrir que ces animaux sont capables de produire des grondements aussi bruyants.
Certaines des légendes sur le bunyip seraient nées à la suite de l’introduction du buffle d'eau, qui aurait profondément impressionné de nombreux Aborigènes, qui leur auraient attribué des pouvoirs fantastiques.

## Les bunyips dans la culture populaire
Durant les années 1980, la télévision pour enfants australienne et la littérature montrèrent une version plus sympathique du bunyip : « Alexander Bunyip » créé par Michael Salmon.

### Télévision
- Durant les années 1950 et 1960, « Bertie le Bunyip » était une émission pour enfants à Philadelphie, Pennsylvanie, créé par Lee Dexter, un Australien.
- Dans la série My Little Pony: Friendship is Magic, l'épisode 22 - Aventure en haute mer de la saison 6 s'achève en compagnie d'un Bunyip à trois cornes.
- Dans la série Charmed, saison 2, épisode 2, à la minute 23:26, Le Bunyip apparaît furtivement dans le "livre des Ombres" des sœurs sorcières, ainsi que la plante qui permet de le tuer.

### Musique
- Une troupe de chanteurs de reggae néo-zélandaise reprit le nom de Bunyip pour une carrière allant de 1998 à 2003.

### Jeu vidéo
- Dans Le tigre de Tasmanie, les bunyips sont des personnages importants à côté de plusieurs autres créatures d'Australie.
- Un bunyip est aussi une créature blindée dans la série Final fantasy.

### Bande dessinée
- Dans La Jeunesse de Picsou, épisode 7, Le rêveur du Never Never, de Don Rosa, le héros éponyme croise un aborigène qui lui explique que Bunyip est une vague géante dans les mythes indigènes.

Dans le 2e volume de Toto l'ornithorynque, BD de Yoann, les héros rencontrent un Bunyip capable de créer des mirages. La créature ressemble alors à un dinosaure chevelu.

### Littérature
- Un roman de Louis Carmain porte le titre Bunyip.
- Ces créatures, qui ont une apparence plus reptilienne, apparaissent dans la série d'historic fantasy de Naomi Novik "Téméraire". Ce sont des prédateurs, intelligents, vivant en Australie dans des tunnels et creusant des galeries. Ils font preuve de leur intelligence en dissimulant les entrées de leurs tunnels et en détournant des cours d'eau souterrain pour créer des zones de sables mouvants qui au premier abord apparaîtront comme des points d'eau.
- Le Bunyip est présent dans le tome 6 Langues de serpents de la série littéraire Téméraire écrit par Naomi Novik.

### Cinéma
- Le Bunyip est aussi montré dans le film Dot et le Kangourou[3].

## Autres significations
Le mot bunyip est aussi utilisé comme surnom pour les lapins, à cause de la similarité évidente avec le mot anglais bunny.